# Pixlr
Pixlr è un set di strumenti e risorse disponibili online per modificare immagini, che comprende una serie di editor fotografici e un servizio di condivisione di foto. Nonostante la sua suite di strumenti fosse destinata principalmente ai non professionisti, le funzioni disponibili spaziano dal fotoritocco semplice a quello avanzato.
La piattaforma può essere utilizzata su desktop e anche su smartphone e tablet tramite l'applicazione mobile. Pixlr è compatibile con vari formati di immagine come JPEG, PNG, WEBP, GIF, PSD (file di Photoshop) e PXZ (formato nativo di Pixlr). Nel 2013, Time ha inserito Pixlr tra i primi 50 siti web dell'anno.

## Storia
Pixlr è stata fondata nel 2008 da Ola Sevandersson, un programmatore web svedese.  Il 19 luglio 2011, Autodesk ha annunciato di aver acquisito la suite Pixlr. Il 24 aprile 2017, 123RF ha acquistato Pixlr da Autodesk per una cifra non divulgata e Sevandersson è entrato a far parte della società.
L'archivio di risorse creative di Pixlr offre oltre 3 000 filtri, 5 000 testi decorativi e 7 000 icone e adesivi per i suoi utenti. Sebbene la piattaforma sia utilizzabile gratuitamente, prevede anche abbonamenti a pagamento con funzionalità aggiuntive.
In seguito all'acquisizione da parte di 123RF, l'editor di immagini online in questione viene utilizzato da decine di milioni di utenti ogni mese. La piattaforma si è anche rinnovata nel 2019 introducendo  gli editor Pixlr X, Pixlr E e la versione mobile Pixlr M (in seguito quest'ultima rimossa). Il primo, Pixlr X viene definita l'alternativa semplice per modificare le immagini; Pixlr E invece è l'editor avanzato, con un maggior numero di funzioni ("E" deriva da "expert", utente esperto).